# Frank J. Le Fevre
Frank Jacob Le Fevre (* 30. November 1874 in New Paltz, New York; † 29. April 1941 in Atlantic City, New Jersey) war ein US-amerikanischer Politiker. Zwischen 1905 und 1907 vertrat er den Bundesstaat New York im US-Repräsentantenhaus. Der Kongressabgeordnete Jacob LeFever war sein Vater.

## Werdegang
Frank Jacob Le Fevre wurde ungefähr neun Jahre nach dem Ende des Bürgerkrieges im Ulster County geboren. Er besuchte öffentliche Schulen und die New Paltz Normal School. Danach ging er Bankgeschäften nach. 1902 saß er im Senat von New York. Während der Louisiana Purchase Exposition wurde er zum Superintendent für das New York State Building in St. Louis (Missouri) ernannt. Politisch gehörte er der Republikanischen Partei an. Bei den Kongresswahlen des Jahres 1904 für den 59. Kongress wurde Le Fevre im 24. Wahlbezirk von New York in das US-Repräsentantenhaus in Washington, D.C. gewählt, wo er am 4. März 1905 die Nachfolge von George J. Smith antrat. Er erlitt bei seiner Wiederwahlkandidatur 1906 eine Niederlage und schied dann nach dem 3. März 1907 aus dem Kongress aus. 1905 wurde er Präsident der Huguenot National Bank in New Paltz. Nach seiner Kongresszeit ging er Bankgeschäften nach, aber auch dem Obstanbau. Er starb während des Zweiten Weltkrieges in Atlantic City und wurde auf dem Moravian Cemetery in Richmond auf Staten Island beigesetzt.